# کریستین گومیس
کریستین گومیس (انگلیسی: Christian Gomis؛ زادهٔ ۲۵ اوت ۱۹۹۸) بازیکن فوتبال اهل فرانسه است.